# Euphorbia smirnovii
Euphorbia smirnovii là một loài thực vật có hoa trong họ Đại kích. Loài này được Geltman mô tả khoa học đầu tiên năm 1996 publ. 1997.